# Johann Paul Kress

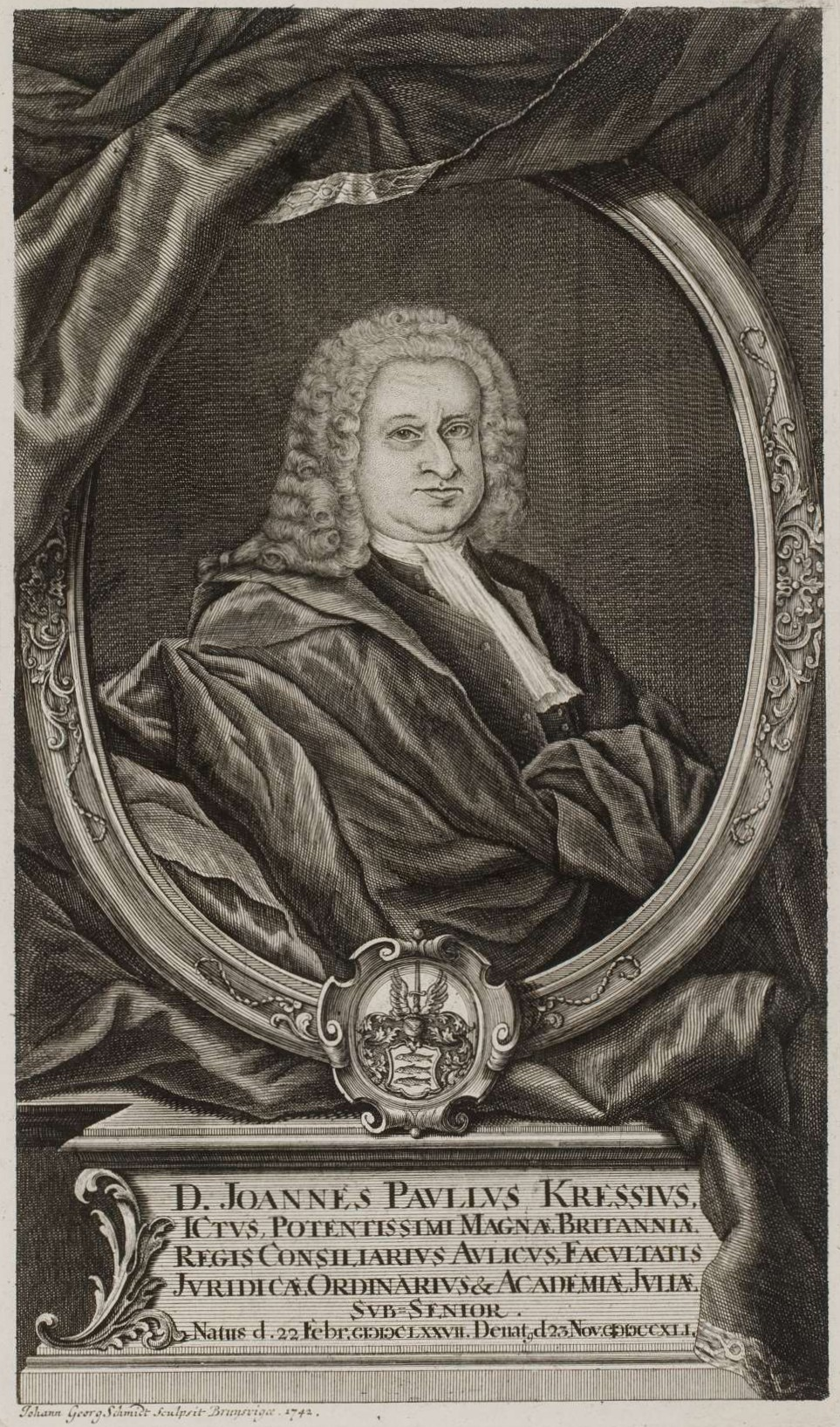
Johann Paul Kress. Kupferstich durch Johann Georg Schmidt. Standort: Herzog August Bibliothek Wolfenbüttel

Johann Paul Kress (* 22. Februar 1677 in Hummelshain in Thüringen; † 22. November 1741 in Helmstedt) war ein deutscher Jurist und Hochschullehrer an der Universität Helmstedt.

## Leben und Wirken
Johann Paul Kress, der Sohn eines Predigers, besuchte das Gymnasium in Gera. Ab 1695 studierte er Rechtswissenschaften zunächst in Jena und dann in Halle. Auf Empfehlung des Hallenser Naturrechtlers Christian Thomasius wirkte er ein Jahr lang als Hofmeister für einen Sohn des Präsidenten von Schwanenbeck in Riga, ehe er nach Jena zurückkehrte und sein Studium 1705 abschloss.
Nach seiner Promotion im Jahr 1706 wirkte er in Jena zunächst für einige Jahre als Privatdozent. Auf Vermittlung von Gottfried Wilhelm Leibniz, den er während eines Aufenthaltes in Wien kennenlernte, erhielt er 1712 den Ruf auf einen Lehrstuhl an der juristischen Fakultät der Universität Helmstedt. Kress lehrte rund 30 Jahre in Helmstedt und lehnte mehrere Rufe an andere Hochschulen ab. In den Jahren 1722, 1731 und 1736 war er Rector magnificus der Helmstedter Universität. 1730 wurde er zum königlich-großbritannischen und ein Jahr später zum braunschweigisch-wolfenbüttelschen Hofrat ernannt. 1741 starb er an einem Schlaganfall.
In zeitgenössischen Fachkreisen genoss Kress einen guten Ruf. Sein wissenschaftliches Werk ist weit gefächert; es umfasst Schriften zum Privatrecht, Strafrecht, Staatsrecht und Kirchenrecht. Hervorzuheben ist sein 1721 in Erstauflage erschienener Strafrechtskommentar zur Kaiserlichen Halsgerichtsordnung (Constitutio Criminalis Carolina). Das Werk trug zur Fortbildung der allgemeinen Strafrechtslehren bei. Darüber hinaus ist es – trotz einiger inhaltliche Ungenauigkeiten – auch durch die ausführliche Darstellung der Entstehungsgeschichte der Carolina von bleibendem Interesse.

## Werke (Auswahl)
- Liber commentarius ad S.Pufendorfii Tract de habitu religionios ad statum. Pohl, Jena 1712. (Digitalisat)
- Commentatio in Constitutionem criminalem Caroli quinti. Förster, Hannover 1721. (Digitalisat)
- Rechts-begründete Vollständige Erläuterung Des Archidiaconal-Wesens Und der Geistlichen Send-Gerichte Wie sie beyde So wol bey andern Stifftern, in- und ausser Teutschland, als absonderlich In dem Hoch-Stifft Oßnabrück, Von Zeit zu Zeit beschaffen gewesen und noch sind : Nebst Dazu gehöriger Untersuchung der von verschiedenen Capitulis und Archidiaconis deßfalls angemaßter weit-aussehender Prætensionen.  Schnorr, Helmstedt 1725. (Digitalisat)
- Kurtze juristische Betrachtung von dem Recht der Taub- und Stummgebohrnen, absonderlich was es mit selbigen in der Criminal Iuris-Prudenz, und Peinlichen Bestrafung vor eine Beschaffenheit habe, Bey einem Sich in dem Herzogthum Magdeburg ereugneten sonderlichen Fall. Meißner, Wolfenbüttel 1729. (Digitalisat)
- Dissertatio Jvridica De Privilegiis Agricvltvrae Apvd Germanos, Von Freyheiten und andern Gerechtigkeiten des Ackerbaues in Teutschland. Heller, Jena 1731. (Digitalisat)
- Disquisitio iuridica paroemiae: Unter dem Krummen Stabe ist gut wohnen. Heller, Jena 1745. (Digitalisat)